# 大森村 (岐阜県山県郡)
大森村（おおもりむら）は、かつて岐阜県山県郡に存在した村である。
現在の山県市大森に該当する。

## 歴史
- 1889年（明治22年）7月1日 - 町村制により、大森村発足。
- 1897年（明治30年）4月1日 - 藤倉村、小倉村、洞田村と合併し、下伊自良村が発足。同日大森村廃止。

## 教育
- 大森小学校（現・山県市立伊自良南小学校）